# Coprophanaeus terrali
Coprophanaeus terrali é um gênero de besouros descrito pela primeira vez em 2002, por Arnaud. Coprophanaeus terrali pertence ao gênero Coprophanaeus e à família Scarabaeidae. Habita a América do Sul, mais especificamente, o Brasil.